# Heliconius arethusa
Heliconius arethusa är en fjärilsart som beskrevs av Riffarth 1901. Heliconius arethusa ingår i släktet Heliconius och familjen praktfjärilar. Inga underarter finns listade i Catalogue of Life.